# Pedavena (település)
Pedavena település Olaszországban, Veneto régióban, Belluno megyében. Lakosainak száma 4304 fő (2023. január 1.). Pedavena Fonzaso, Feltre és Sovramonte községekkel határos.

## Gazdaság
Itt működik 1897 óta a Pedavena nevű sör gyára, amelyet 2005-ben a Heineken bezárt, de a hatalmas méretű tiltakozás hatására utóbb eladta, majd az új tulajdonos 2006-ban újraindította a termelést.

## Népesség
A település lakossága az elmúlt években az alábbi módon változott:
| Lakosok száma | 4434 | 4445 | 4304 |
|               | 2017 | 2018 | 2023 |